# Xoşewîst
Xoşewîst (ausgesprochen: Khoshewist; amtlicher Name: Abdulaziz Ramadan; geb. 1987 in Al-Hasaka, Syrien) ist politischer Aktivist und Dichter und lebt in Leipzig.

## Leben und Wirken
In Damaskus, Halle, Leipzig und Oxford studierte er Englische Literatur, Anglistik, International Forced Migration, Parlamentsfragen und Zivilgesellschaft.
Er ist Gründer sowie Geschäftsführer von DOZ e.V., einer gemeinnützigen Organisation, die sich für die Stärkung und Förderung der nachhaltigen zivilgesellschaftlichen Entwicklung in Herkunfts- und Aufnahmeländern sowie den interkulturellen Austausch einsetzt.
Xoşewîst schreibt mehrsprachige Gedichte. In seinen Gedichten findet man deutsche, englische, arabische, kurdische und spanische Wörter. Seine Themen befassen sich mit Fluchterfahrungen und politischer Unterdrückung und Verfolgung.

## Preise
- 2020: Siegel „Bayerns Beste Independent Bücher“ für Leipzigيّاt
- 2017: Dove Peace Prize, für DOZ e.V.

## Werke
- Xoşewîst – Leipzigيّاt. Horoth, München 2020, ISBN 978-3-903182-36-3.
- Gedichte. In: Wer Hier Ist – eine Anthologie. Hg. v. Martina Lisa und Chris Michalski. Hochroth, Leipzig 2020, ISBN 978-3-903182-74-5.